# Kenny Easterday
Kenny Easterday (ur. 9 grudnia 1973, zm. 12 lutego 2016) – Amerykanin znany jako jedna z najbardziej rozpoznawalnych osób urodzonych z rzadką niepełnosprawnością określaną jako zespół regresji kaudalnej.
Gdy miał 6 miesięcy, jego nogi zostały amputowane w biodrze, a kręgosłup nigdy prawidłowo się nie wykształcił. Easterday nigdy nie wierzył w korzystanie z protez i zrezygnował z nich na rzecz poruszania się na górnych kończynach oraz deskorolce. Rozgłos zyskał, gdy w 1988 wziął udział w kanadyjskim filmie The Kid Brother (znany także jako Kenny), gdzie zagrał samego siebie. Postaci Kenny'ego Easterdaya amerykańska telewizja TLC poświęciła także w 2010 dokument The Man with Half a Body. Był także gościem programu Potyczki Jerry’ego Springera.